# Suchogłówkowate
Suchogłówkowate (Phleogenaceae  Gäum.) – rodzina grzybów z rzędu lepkogłówkowców (Atractiellomyces).

## Systematyka
Pozycja w klasyfikacji według Index Fungorum: Atractiellales, Incertae sedis, Atractiellomycetes, Pucciniomycotina, Basidiomycota, Fungi.
Według aktualizowanej klasyfikacji Index Fungorum bazującej na Dictionary of the Fungi do rodziny tej należą rodzaje:
- Atractidochium Oono, Urbina & Aime 2018
- Atractiella Sacc. 1886
- Basidiopycnides J. Reid, Eyjólfsd. & Georg Hausner 2008
- Basidiopycnis Oberw., R. Kirschner, R. Bauer, Begerow & Arenal 2006
- Botryochaete Corda 1854
- Bourdotigloea Aime 2018
- Helicogloea Pat. 1892
- Hobsonia Berk. ex Massee 1891
- Infundibura Nag Raj & W.B. Kendr. 1981
- Leucogloea R. Kirschner 2004
- Neogloea Aime 2018
- Phleogena Link 1833
- Proceropycnis M. Villarreal, Arenal, V. Rubio, Begerow, R. Bauer, R. Kirschner & Oberw. 2006
- Saccosoma Spirin 2018

Nazwę polską podał Władysław Wojewoda w 2003 r. Wcześniej w piśmiennictwie polskim rodzina ta znana była pod  nazwą główkowate.